# From G's to Gents
From G's to Gents is een reality televisieserie van MTV. De serie draait om 14 "Gangsters" die hun leven willen veranderen en echte heren willen worden. De show wordt gepresenteerd door Fonzworth Bentley en de première was op 15 juli 2008.
De bedoeling voor de gangsters is om van een gangster naar een verfijnde heer te veranderen. Aan het einde werd vastgesteld dat Thaddeus, oftewel Creepa, het meest veranderd was en het meest op een heer was gaan lijken. Hierdoor won hij de geldprijs van $100.000 en een lidmaatschap op "The Gentleman's Club." In februari 2009 ging het tweede seizoen van start.

## Eliminatietabel
Aan het einde van elke aflevering werd er de zo genoemde Chapter meeting gehouden. Hier kwamen alle (nog overgebleven) deelnemers bij elkaar. Tijdens deze gebeurtenis in de afleveringen 1 t/m 3 en 5 t/m 10 werden er één of twee mensen geëlimineerd. Iedereen had een eigen houten doos met zijn naam erop. Iedereen kreeg een voor een een zwarte bal en mocht die in de box doen van de persoon die hij weg wil zien gaan. Uiteindelijk lag de eliminatiebeslissing bij Mr. Bentley, maar zo konden de deelnemers hun mening geven over elkaar.
| Naam         | Reden voor de eliminatie | Aflevering |
| ------------ | --- | ---------- |
| Pretty Ricky | Pretty Ricky was bedwelmd, heeft tegen de muur van het huis aan geplast, droeg een wit jasje over zijn blazer tijdens de Chapter meeting en deed niets om te laten zien dat hij wilde veranderen. | 1          |
| The Truth    | The Truth, omdat hij over Mr. Bentley sprak, een grote mond had, hij respecteerde de andere deelnemers niet en heeft een kleine onenigheid gehad met E6. | 1          |
| Mikey P      | Mikey P, omdat tijdens de show bekend werd dat hij al een huis en motor heeft. Fonzworth vond dat Mikey P zich al in een stabiele positie binnen zijn leven bevond. Om deze reden is hij naar huis gestuurd. | 2          |
| Zenel        | Zenel, omdat Mr. Bentley erachter kwam dat Zenel model en acteur was en al een contract had als model. Hij had de ervaring niet nodig wat een deelnemer nodig zou moeten hebben. | 2          |
| J Boogie     | J Boogie, omdat in de aflevering duidelijk werd dat hij al als kantoor assistent in een lab werkte. | 3          |
| Kesan        | Kesan en Creepa hadden een onenigheid. Kesan was te lang met zijn vriendin aan de telefoon waardoor Creepa, Kesan in een vriendschappelijke vernauwende greep hield. Die nacht sliep Kesan niet en de volgende dag bedreigde hij de andere deelnemers met een mes 's nachts zou neersteken. Omdat hij mot bleef houden met de andere deelnemers en omdat hij zijn woedeprobleem had uitgelegd, mocht Kesan niet blijven en werd naar huis gestuurd. | 5          |
| Shaun        | Shaun, omdat Mr. Bentley vond dat Shaun "te slim" was voor de competitie, wat Shaun zelf ook vond. Uiteindelijk heeft Shaun besloten om de zwarte bal bij de Chapter meeting in zijn eigen box te gooien. | 6          |
| Stan         | Stan, omdat hij geen respect toonde tegenover vrouwen. Mr. Bentley zag geen aanwijzingen dat Stan dit probleem probeerde op te lossen, waardoor hij naar huis gestuurd werd. | 6          |
| D-Boy        | D-Boy had geen respect voor de andere deelnemers en werd naar huis gestuurd omdat Fonzworth vond dat D-Boy niet vorderde. | 7          |
| T-Jones      | T-Jones, omdat hij het geld minder nodig had dan de andere deelnemers, waarvan de meesten vader zijn. | 8          |
| E6           | E6,omdat Mr. Bentley vond dat het voor E6 belangrijker was om thuis te zijn dat in het huis. E6 zag zijn kinderen weinig. Zijn kinderen vond Fonzworth belangrijker. | 9          |
| Cee          | Cee, omdat Mr. Bentley vond dat Cee nog veel aan zichzelf moest veranderen en wist niet of hij nou de waarheid sprak of niet, omdat Cee vroeger en tijdens de eerste afleveringen veel mensen bedrogen heeft. | 10         |
| Shotta       | Shotta, omdat Mr. Bentley vond dat Creepa meer verdiend had om te winnen. Shotta had al eerder een kans om zichzelf te veranderen gekregen, in tegenstelling tot Creepa. Shotta kreeg als troost een gratis kappersopleiding van Mr. Bentley. In seizoen 2 krijgt hij toch van Mr. Bentley een blazer en mag hij bij the Gentleman's Club. | 10         |